# يركيبولان شينلييف
يركيبولان شينلييف (مواليد 7 أكتوبر 1987) هو ملاكم كازاخستاني، مثّل بلاده في الألعاب الأولمبية الصيفية 2008.

## روابط خارجية
يركيبولان شينلييف على موقع أوليمبيديا (الإنجليزية)